# ホルン三重奏曲 (ブラームス)
ホルン三重奏曲（ホルンさんじゅうそうきょく）変ホ長調 作品40は、ヨハネス・ブラームスが作曲した室内楽曲で、ホルン、ピアノ、ヴァイオリンのための三重奏曲である。ブラームスはホルンに代えてチェロで演奏することも認めているほか、ヴィオラで演奏するための譜面も流通している。

## 概要
ブラームスは多くの室内楽曲を作曲しているが、ホルンを使用した室内楽曲はこの作品のみである。1865年の5月にバーデン＝バーデンで作曲が始められた。バルブを持たないナチュラルホルンのストップ奏法で演奏することを意図して作曲されている。作曲者の友人であったホルン奏者アウグスト・コルデス（August Cordes）を想定して書かれたのではないかとの推測がある。初演は同年の11月28日にチューリヒで、ブラームスのピアノと2人の友人によって行われた。
アダージョ・メストの第3楽章は、同年の2月2日に母が76歳で世を去ったため、母を追悼する気持ちを込めて書き上げている。また第3楽章の主題には、ドイツの古いコラール『愛する神の導きにまかすもの』（"Wer nur den lieben Gott lässt walten"）が用いられ、より重厚な対位法で書かれているが、これは母の死に直接関係していることが窺われる。
同じ編成の曲として、ハンガリーの作曲家ジェルジ・リゲティが1982年に作曲したホルン三重奏曲がある。この曲には『ブラームスを称えて』という副題が付けられている。

## 構成
全4楽章から構成され、バロック時代の教会ソナタを思わせる緩-急-緩-急の楽章配置で、ソナタ形式は終楽章のみ用いられていることも特徴。演奏時間は約30分。
第1楽章 アンダンテ
変ホ長調、4分の2拍子。
第2楽章 スケルツォ（アレグロ）
変ホ長調、4分の3拍子。
第2楽章中間部の主題はブラームスが1853年に作曲したピアノ曲『アルバムのページ Albumblatt』にさかのぼる。この曲はゲッティンゲン大学の音楽監督だったアルノルト・ヴェーナー（Arnold Wehner）が遺したAlbum Amicorum（一種の「寄せ書き帳」で、ブラームスに加えてシューマンやメンデルスゾーンやロッシーニなどの著名な音楽家多数が記入している）に含まれていた。ヴェーナーのアルバムが2011年4月にオークションに出品されたことからこのピアノ曲の存在が知られるようになり、2011年4月28日にはピアニストのクレイグ・シェパードによって演奏会で上演された。これが発見後の最初の演奏と見られる。
なおこのピアノ曲『Albumblatt』については、「音楽学者兼指揮者のクリストファー・ホグウッドによって発見され、2012年1月21日にBBC Radio 3の放送でピアニストのアンドラーシュ・シフによって初演された」とも報じられたが、これは正しくない。実際にはホグウッドの「発見」より先に、ヴェーナーのアルバムがオークションに出品された2011年4月の時点でこの曲の存在が広く知られていた。また上述したようにクレイグ・シェパードが2011年4月28日にこの曲を演奏していたほか、初放送という点ではアメリカのラジオのWPRBが2012年1月19日にこの曲を放送していた。
第3楽章 アダージョ・メスト
変ホ短調、8分の6拍子。
第4楽章 アレグロ・コン・ブリオ
変ホ長調、8分の6拍子。